# Batalla de Englefield
La batalla de Englefield fue un conflicto militar entre los ejércitos del noble sajón Æthelwulf de Berkshire y las fuerzas danesas de invasión vikinga el 31 de diciembre de 870 en Englefield, actualmente Berkshire.
Tres días después de la llegada de los daneses a Reading, una partida vikinga encabezada por el jarl Sidrac se dirigieron a Englefield, donde gobernaba un noble sajón llamado Æthelwulf que previamente ya había preparado un contingente militar para enfrentarse a los invasores. En la batalla pereció Sidrac, y el resto de la partida regresó a Reading.
El triunfo sajón no duró mucho, ya que cuatro días más tarde, el grueso del ejército sajón encabezado por el rey Etelredo I atacó el campamento vikingo pero fueron expulsados a un alto precio de sangre, en la que se conoce como primera batalla de Reading. Entre los muertos en esta ocasión se encontraba Æthelwulf. 
Siguieron más enfrentamientos sin un triunfo decisivo por ningún bando, la batalla de Ashdown, con el triunfo de los sajones con Alfredo el Grande y la batalla de Basing, donde los daneses prevalecieron. En abril de 871, murió el rey Etelredo (posiblemente por las heridas sufridas en la batalla de Marton) y le sucedió su hermano Alfredo, cuyo reinado se vio definido por 28 años de guerra entre el reino de Wessex y los vikingos daneses.